# Inside Your Head
Inside Your Head is het vierde muziekalbum van het Deens-Zweedse ensemble Øresund Space Collective. Het album is tot stand gekomen uit een aantal jamsessies in de Black Tomato-studio van de band in Kopenhagen.

## Productie
De nummers van het album komen voort uit dezelfde jamsessies als voor het album The Black Tomato. Het album werd samengesteld uit overgebleven gedeeltes van de sessies door Sula Basana, beter bekend als Dave Schmidt. Een aantal nummers werd uit verschillende (kortere) deeltjes van de sessie samengesteld. Bij de eerste release in 2008 waren het vijf nummers die het album haalde. Bij de rerelease in oktober 2017 werd er een zesde nummer toegevoegd, aan de vinylversie met een beperkte oplage.

## Ontvangst
Erik Groeneweg  van ProgWereld noemde het album ondanks dat het bestaat uit restjesmuziek "niet beter of slechter dan andere geïmproviseerde space-rock" en dat ze toch "de aandacht weten vast te houden".

## Nummers
| Nr. | Titel               | Duur  |
| --- | ------------------- | ----- |
| 1.  | Substantia Nigra    | 10:23 |
| 2.  | Optic Chiasm        | 16:35 |
| 3.  | Fornix              | 12:53 |
| 4.  | Aqueduct Of Sylvius | 9:56  |
| 5.  | Vermis              | 20:47 |

Bonusnummer op de vinylversie uit 2017:

| Nr. | Titel           | Duur  |
| --- | --------------- | ----- |
| 6.  | Locus Coeruleus | 12:53 |

## Personeel

### Bezetting
- Søren Holm Hvilsby - slagwerk;
- Magnus Hannibal - gitaar, effecten en synthesizers;
- Tobbe Wulff en Sebastian Wellander - gitaar en effecten;
- Scott Heller (Dr. Space) en Mogens Pedersen - synthesizers;
- Ola Eriksson - elektromechanisch toetsinstrument en synthesizers;
- Jocke Jönsson - basgitaar;
- Michael Kroglund - basgitaar bij het vijfde nummer

### Productie
- Hendrik Udd, mix
- Dave Schmidt, samenstellingsmix
- Eroc, masters